# Le Palace
Le Palace è una sala da concerto parigina situata al numero 8 di rue du Faubourg-Montmartre nel 9° arrondissement e che in precedenza è stata un cinema, un cabaret, un teatro e dal 1978 al 1995, una discoteca molto di moda nella cultura underground e di nuovo un teatro. Alla fine degli anni '1970, il Palazzo era un luogo mitico, strettamente legato alla musica pop e all'emergere della cultura gay.